# دوغ ساندرز
دوغ ساندرز (بالإنجليزية: Doug Sanders)‏ هو لاعب غولف أمريكي، ولد في 24 يوليو 1933 في كيدرتون في الولايات المتحدة.

## وصلات خارجية
- دوغ ساندرز على موقع رابطة لاعبي الغولف المحترفين (الإنجليزية)
- دوغ ساندرز على موقع قاعة فلوريدا للمشاهير الرياضية (الإنجليزية)
- دوغ ساندرز على موقع قاعة جورجيا للمشاهير الرياضية (مؤرشف) (الإنجليزية)